# Socotrahoningzuiger
De Socotrahoningzuiger (Chalcomitra balfouri synoniem: Nectarinia balfouri) is een zangvogel uit de familie Nectariniidae (honingzuigers).

## Verspreiding en leefgebied
Deze soort is endemisch op Socotra, een kleine archipel in de Indische Oceaan.